# Vezišće
Vezišće – wieś w Chorwacji, w żupanii zagrzebskiej, w gminie Križ. W 2011 roku liczyła 269 mieszkańców.